# アルトゥール・ネーベ

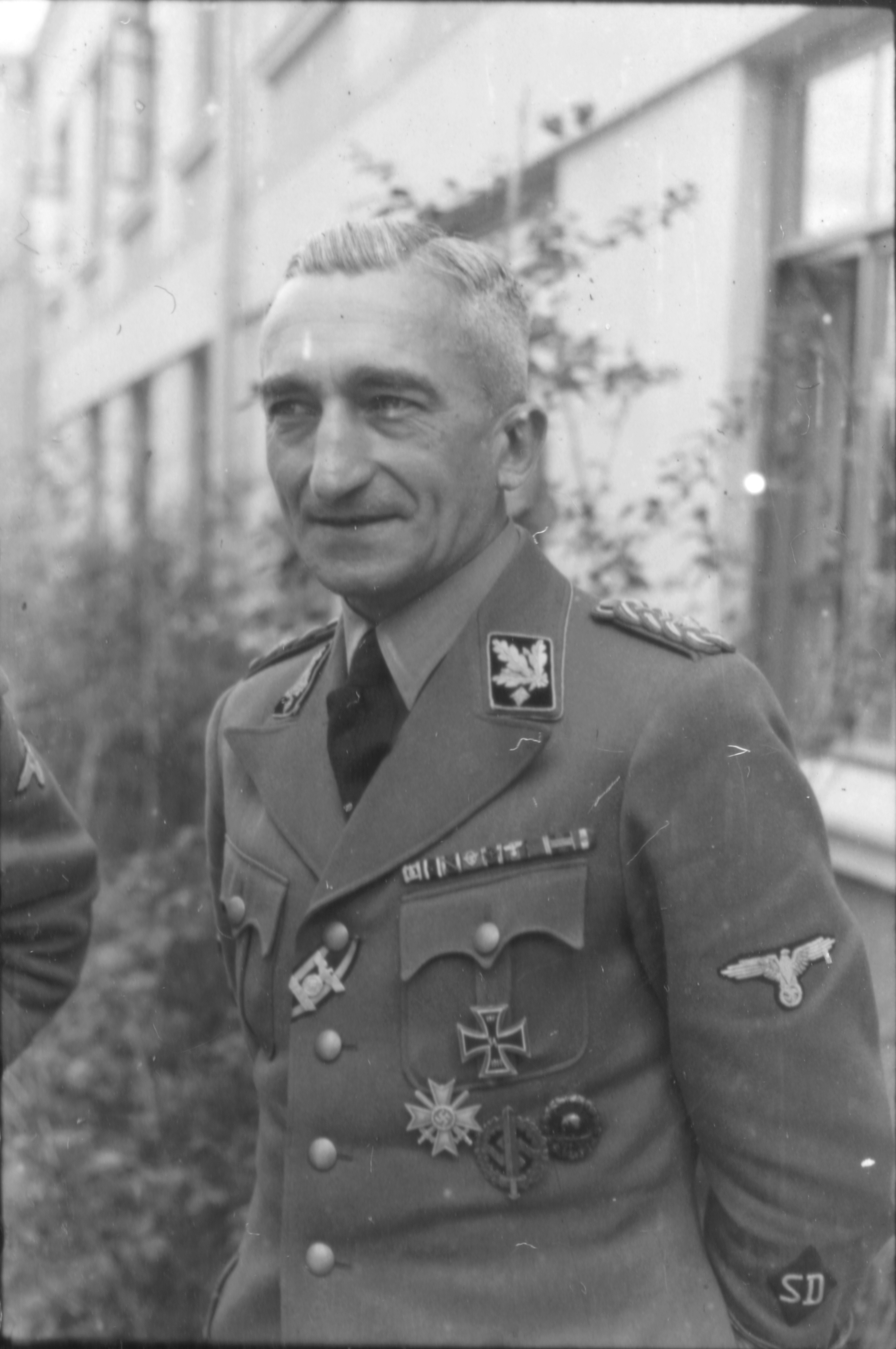
アルトゥール・ネーベSS中将

アルトゥール・ネーベ（ドイツ語: Arthur Nebe, 1894年11月13日 - 1945年3月21日）は、ナチス・ドイツの刑事警察（クリポ）の長官。親衛隊（SS）隊員であり、最終階級は親衛隊中将（SS-Gruppenführer）及び警察中将。反ナチ運動を取り締まる立場でありながら、のちにヒトラー暗殺計画に関与して処刑されている謎の多い人物である。

## 経歴
国民学校教師の息子としてベルリンに生まれた。第一次世界大戦が開戦すると第17工兵大隊に義勇兵として従軍。ガス攻撃により2度負傷し、第一級鉄十字章を受けている。1920年にバイエルン州警察に入り、1924年には刑事警察（クリポ）部局の長となった。1931年6月1日にナチス党に入党。刑事警察の情報をナチスに流すようになる。1933年4月1日にはクルト・ダリューゲに招かれてベルリン警察に移った。1933年10月にはゲシュタポ長官ルドルフ・ディールスからゲシュタポに招かれる。ネーベは長いナイフの夜事件でラインハルト・ハイドリヒの知己を得て、親衛隊（SS）に入隊。1936年に刑事警察クリポがハイドリヒの指揮する保安警察本部の下に組み込まれると、ネーベはクリポ局長に任命された。さらに1939年から保安警察はナチ党組織のSDに合流しライヒ保安本部となる。クリポはライヒ保安本部第5局となり、ネーベはその局長となった。1939年11月8日にビュルガーブロイケラーにより、ヒトラー暗殺を謀った事件の捜査の指揮を執った。
1941年6月にアインザッツグルッペンが組織された際にはそのB隊司令官となり、中央軍集団にしたがって白ロシアからモスクワ戦線へかけて進軍した。道中ユダヤ人やパルチザンと目された人々を大勢殺害。ネーベが隊長を務める間だけでもB隊は4万5000人以上の処刑の報告をしている。
1942年にドイツ本国のライヒ保安本部に戻り、1942年6月に国家保安本部長官ラインハルト・ハイドリヒが死亡するとその後任として国際刑事警察委員会（ICPC、インターポール）総裁となった（1943年に新国家保安本部長官エルンスト・カルテンブルンナーに引き継いでいる）。
ネーベは1939年か1940年ごろに反ヒトラー派に転じ、職務上ラインハルト・ハイドリヒやハインリヒ・ミュラーと毎日のように食事をする機会があり、そこで得た情報を反ヒトラー派に流していた。そして、ルートヴィヒ・ベック陸軍大将やハンス・オスター陸軍大佐ら軍の反ヒトラー派と謀反に向けた連絡を取り合うようになった。1944年7月20日のヒトラー暗殺計画があった後、ネーベは発生直後は捜査の指揮を執り、表面上は暗殺計画とは無関係を装ったものの、間もなく、ベルリン警視総監ヴォルフ＝ハインリヒ・フォン・ヘルドルフが逮捕されたことから、ネーベの謀反も発覚した。ネーベは遺書を書いて、周囲には自殺したと誤認させようとし、髪の毛を染めるなどして逃亡したが、1945年1月16日にはゲシュタポに逮捕された。3月2日に民族裁判所の法廷にかけられ、ローラント・フライスラー裁判官により死刑を宣告された。3月21日に刑死している。総統アドルフ・ヒトラー自身の希望によりピアノ線による絞首刑であった。

## 備考
- 第二次世界大戦にドイツが勝利したという歴史改変小説であるロバート・ハリス作の『ファーザーランド (Fatherland)』では、刑事警察の捜査官でSS少佐のクサヴィアー・マルヒ（Xavier March）という主人公の周りで話が展開する。その小説にアルトゥール・ネーベはSS上級大将として登場し、第二次世界大戦後20年間も刑事警察の局長として務めていたという設定になっている。
- 戦後は反ナチ派に転じた抵抗者と見做されていたが、近年の研究では、ネーベは確信的な反ユダヤ主義者であり、ドイツの敗北及び自身が戦犯とされることを恐れて反ナチ派に接触した日和見主義者、とされている。